# Studio Bind
Studio Bind, Inc. (яп. 株式会社スタジオバインド, Kabushiki-gaisha Sutajio Baindo) — японська анімаційна студія, заснована в листопаді 2018 року як спільне підприємство Egg Firm і White Fox. Спочатку створена спеціально для аніме-адаптації серії ранобе Mushoku Tensei, згодом почала працювати й над іншими проєктами.

## Історія
Компанія була заснована в листопаді 2018 року як спільне підприємство між анімаційною студією White Fox та компанією Egg Firm, що займається продюсуванням, плануванням і управлінням. Першою роботою студії стала участь у створенні аніме Karakuri Circus для 22-го і 31-го епізодів, а першою роботою як провідної анімаційної студії стало Mushoku Tensei, яке дебютувало у 2021 році.
31 січня 2021 року генеральний директор Egg Firm і головний продюсер Mushoku Tensei Нобухіро Осава заявив, що створив нову анімаційну студію спеціально для Mushoku Tensei. У жовтні 2019 року продюсерська компанія Egg Firm пояснила причину створення окремої студії від White Fox, зазначивши, що їм була потрібна система, яка дозволила б реалізовувати проєкт безперервно, у довгостроковій і систематичній формі, щоб вони могли більше зосередитися на виробництві Mushoku Tensei. Вони також зазначили, що Studio Bind використає Mushoku Tensei як стартовий майданчик для повномасштабної анімаційної діяльності.

## Праця

### Телесеріали
| Назва                        | Ражисер(и)                                          | Початок випуску | Кінець випуску   | Еп  | Нотатки                                                                                   | Прм         |
| ---------------------------- | --------------------------------------------------- | --------------- | ---------------- | --- | ----------------------------------------------------------------------------------------- | ----------- |
| Mushoku Tensei               | Манабу Окамото                                      | 11 січня, 2021  | 20 грудня, 2021  | 23  | За мотивами серії ранобе, написаних Ріфуджіна на Магоноте та проілюстрованих Шіротакою.   | [ 4 ]       |
| Onimai: I'm Now Your Sister! | Шінго Фуджіі                                        | 5 січня, 2023   | 23 березня, 2023 | 12  | За мотивами серії манґи, написаної та проілюстрованої Некотофу.                           | [ 5 ]       |
| Mushoku Tensei II            | Хірокі Хірано (частина 1) Рьосуке Сібуя (частина 2) | 3 липня, 2023   | 1 липня, 2024    | 25  | Продовження Mushoku Tensei.                                                               | [ 6 ] [ 7 ] |
| Flower and Asura             | Аюму Івано                                          | 7 січня, 2025   | TBA              | TBA | За мотивами серії манґи, написаної Аяно Такеда та проілюстрованої Мусю.                   | [ 8 ] [ 9 ] |
| Ruri no Hōseki               | Шінго Фуджіі                                        | 2025            | TBA              | TBA | За мотивами серії манґи, написаної та проілюстрованої Кейічіро Шібуя (Keiichirō Shibuya). | [ 10 ]      |
| Mushoku Tensei III           | TBA                                                 | TBA             | TBA              | TBA | Продовження Mushoku Tensei II.                                                            | [ 11 ]      |

### OVA
| Назва          | Режисер        | Дата випуску     | Еп | Нотатки                                                                                 | Прм    |
| -------------- | -------------- | ---------------- | -- | --------------------------------------------------------------------------------------- | ------ |
| Mushoku Tensei | Манабу Окамото | 16 березня, 2022 | 1  | За мотивами серії ранобе, написаних Ріфуджіна на Магоноте та проілюстрованих Шіротакою. | [ 12 ] |